# Alan Louarn
 (juillet 2008).
Si vous disposez d'ouvrages ou d'articles de référence ou si vous connaissez des sites web de qualité traitant du thème abordé ici, merci de compléter l'article en donnant les références utiles à sa vérifiabilité et en les liant à la section « Notes et références ».
Pour les articles homonymes, voir Louarn.
Alan Louarn (1918-1993), dit aussi Alan al Louarn), Alain Le Louarn à l'état civil, est un militant breton, membre du Parti national breton de la Seconde Guerre mondiale. Après la guerre, il contribue au renouveau de l'Emsav, de la langue bretonne dans une optique catholique.

## Origine
Fils d'un instituteur laïque, et élève au lycée de Quimper, à la suite des attentats en 1932 de l'organisation Gwenn ha du, sa prise de conscience de sa naissance bretonne le conduit à se vouer à sa mère patrie interdite (d'ar Vro berzet-krenn). Il est lui-même instituteur.

## Militant breton
Membre du Parti national breton, il est le compagnon d'Alan Heusaff dans le Kadervenn de Célestin Lainé, noyau d'une future armée de Lainé avant 1939. Il participe, en août 1939, à la réception de caisses d'armes et d'affiches fournies par l'Abwehr.
À la suite de la refondation du parti en 1940, il devient salarié du parti et est chargé de la propagande.

## Seconde Guerre mondiale
Mobilisé, il est fait prisonnier et transféré dans un Stalag. Il est libéré en septembre 1940, au titre de prisonnier breton.
Il publie un éditorial en une de L'Heure bretonne (no 37, 22 mars 1941). « Le mouvement breton, créateur d'idéal » « Tout en breton : C'est Alan Al Louarn, l'infatigable et joyeux secrétaire de l’arrondissement de Quimper, qui assume le rôle du speaker. Dois-je préciser qu'il ne s'exprimera qu'en breton. » En une du même organe (no 76, 20 décembre 1941), Youenn Drezen mentionne Alan Louarn comme coresponsable du service d'ordre et organisation de jeunesse Bagadoù stourm au sein du PNB.
Il est inscrit au Cercle d’études national-socialiste mais le dossier d'instruction à la Libération précise : « Reconnaîtra avoir adhéré, mais sans aller aux réunions ». Ce Cercle était en fait un groupe de tueurs de la Milice française de Joseph Darnand.
En 1943, il devient délégué à la jeunesse du PNB et devient l'adjoint de Yann Goulet avec lequel il se serait opposé au débauchage des jeunes des Bagadoù stourm (le service d'ordre du parti) par Célestin Lainé[réf. nécessaire] pour l'action directe, dans son embryon d'armée puis dans la Bezen Perrot.
Il aurait été poursuivi en 1944 par les soldats de la Bezen car lui et Yann Goulet étaient en possession d'une lettre de l'abbé Perrot condamnant les activités de Célestin Lainé.
Il est condamné à la dégradation nationale à la Libération.

## L'exil
De nombreux militants nationalistes bretons se retrouvent en banlieue parisienne, ou en exil (comme François Jaffrennou, Roparz Hemon, Alan Heusaff). Une fille de Jean-Jacques Le Goarnic évoque ces rencontres et retrouvailles en donnant comme exemple l'accueil dans sa famille de Glenmor, vers 1955, au milieu d'autres participants à ces rencontres : « C'était le temps de la colonie bretonne de Keranna à Yerres où s'étaient retrouvées des familles comme les Kerlann, mes parents, les Louarn, les Caouissin, les Cochevelou (…) ». Alan Stivell précise que sa famille n'a jamais habité à Keranna.. les Caouissin n'ont jamais habité à Keranna.
Il fonde en 1949 Emglev An Tiegezhioù, Entente des familles, pour les familles bretonnantes chrétiennes, avec Youenn Olier, Kerlann, Youenn Souffes-Després, Y. Morvan, G. ar Moal.

## Le retour en Bretagne
De retour en Bretagne en 1962, Alan Louarn a créé le bureau d'information Brudañ ha Skignañ à Rennes, place des Lices. Il élève en breton ses dix enfants dans la tradition catholique. Ainsi qu'Youenn Souffes-Després, il se dépensait sans compter pour la langue bretonne, distribuant régulièrement des tracts, confectionnant des panneaux routiers en breton, vite démontés par l'administration.

## Famille
Il épouse Noela Olier, de son nom administratif Noëlle Ollivier, sœur de l'écrivain Youenn Olier. Ils ont dix enfants dont Lena Louarn, Tangi Louarn et Malo Louarn.